# أندريس فيلينكوسو
أندريس فيلينكوسو سيجورا (بالإسبانية: Andrés Velencoso) (من مواليد 11 مارس 1978) ممثل وعارض أزياء إسباني. اشتهر بالحملات الإعلانية مثل حملة شانيل ألور أوم ورياضة العطر وحملة لويس فويتون مع جنيفر لوبيز في عام 2003.

## روابط خارجية
- أندريس فيلينكوسو على موقع IMDb (الإنجليزية)
- أندريس فيلينكوسو على موقع ألو سيني (الفرنسية)
- أندريس فيلينكوسو على موقع أول موفي (الإنجليزية)
- أندريس فيلينكوسو على موقع قاعدة بيانات الفيلم (الإنجليزية)
- أندريس فيلينكوسو على موقع كينوبويسك (الروسية)
- أندريس فيلينكوسو على موقع دليل عارضات الأزياء (الإنجليزية)

- Andrés Velencoso على موقع موديل .كوم
- Andres Velencoso Segura, top male model at CoverMen Mag
- أندريس فيلينكوسو في قاعدة بيانات الأفلام على الإنترنت
- andresvelencosoعلى تويتر.
- قالب:NYmag model